# L'Affaire Katsumi
L'Affaire Katsumi és una pel·lícula pornogràfica francesa dirigida per Alain Payet estrenada en DVD el 2002.

## Sinopsi
La Sandra, una dona ordenada, torna a connectar amb una de les seves amigues, Katsumi. Aquesta última treballa com a prostituta de luxe amb el nom de Miki Ko. Al principi, commocionada, Sandra descobreix que el seu marit l'està enganyant. Aleshores sucumbeix a la disbauxa, animada per Katsumi qui, per la seva banda, treballa per a una misteriosa organització.

## Repartiment
- Katsuni (acreditada com Katsumi) : Katsumi, àlies Miki Ko
- Sandra Russo : Sandra
- Horst Baron : el patró de Katsumi
- Ramon Novar
- Steve Holmes
- Mélanie Coste: la telonera del cinema
- Patricia Diamond: la jove de l'aparcament subterrani
- Monica Sweetheart
- Robby Blake
- Kevin Long
- Lucy Van Dam
- Carmelo Petix
- Tony Carrera
- Claudia Clair
- Jean Tolzac

## Al voltant de la pel·lícula
"L'Affaire Katsumi" és una de les primeres pel·lícules en què Katsuni, llavors coneguda pel seu primer nom artístic, interpreta el paper principal. També és una de les primeres pel·lícules de Mélanie Coste, una altra estrella porno francesa dels anys 2000. Dorcel girl de l'època, aquesta última al capdavant dels crèdits d'aquesta pel·lícula en què ella tanmateix només té un paper secundari: apareix cap al final, interpretant el paper d'una telonera de cinema porno vestida amb un vestit de grum a la Spirou.

## Premis
- Festival Internacional de Cinema Eròtic de Barcelona, 2002: Premi Ninfa a la millor estrella (Katsuni)[2]
- Premis AVN, 2004 : premis a la millor escena de sexe en una producció estrangera(Katsuni i Steve Holmes).[3]